# Reggenza di Kolaka Orientale
La reggenza di Kolaka Orientale (in indonesiano: Kabupaten Kolaka Timur) è una reggenza dell'Indonesia, situata nella provincia di Sulawesi Sudorientale.